# نيكولاي دافيدينكو
نيكولاي دافيدينكو (بالروسية:  Никола́й Влади́мирович Давыде́нко) (مواليد 2 يونيو 1981 في الإتحاد السوفييتي)، هو لاعب تنس روسي سابق احترف التنس عام 1999 واعتزل في سنة 2014. كان أعلى تصنيف له بالفردي رقم. 3 (6 نوفمبر 2006). فاز بإحدى وعشرون لقب فردي ببطولات رابطة محترفي التنس.
أفضل نتيجة حققها نيكولاي دافيدينكو في بطولات الجراند سلام هو وصوله إلى نصف النهائي في بطولة فرنسا المفتوحة (2005) و(2007) وبطولة أمريكا المفتوحة (2006) و(2007).
أعلن لاعب التنس الروسي، نيكولاي دافيدينكو، المصنف الثالث السابق بين لاعبي التنس المحترفين، يوم الخميس 16 أكتوبر 2014 اعتزاله بعد مشوار استمر 15 عاما في ملاعب التنس.

## روابط خارجية
- نيكولاي دافيدينكو على موقع رابطة محترفي التنس (الإنجليزية)
- نيكولاي دافيدينكو على موقع الاتحاد الدولي لكرة المضرب (الإنجليزية)
- نيكولاي دافيدينكو على موقع كأس ديفيز (الإنجليزية)
- نيكولاي دافيدينكو على موقع خلاصة التنس.كوم (الإنجليزية)
- نيكولاي دافيدينكو على موقع إي إس بي إن.كوم (الإنجليزية)
- نيكولاي دافيدينكو على موقع أوليمبيديا (الإنجليزية)